# 大都市的爱情法 (电视剧)
《大都市的爱情法》（韓語：대도시의 사랑법）是一部改编自韩国作家朴相映的同名小说的韓國電視劇，並由原著朴相映担任编剧。该剧根据故事情节的不同，分别由許秦豪、洪智暎、孙泰谦（손태겸）以及金世仁（김세인）四位导演执导，並由南潤壽主演。
本劇于2024年10月21日在韓國OTT平台TVING全集上线，僅管被視為TVING的原創劇集之一，但TVING僅是購買播映權的平台，並未參與製作。台灣則由friDay影音於同日上架。

## 剧情概要
剧情通过作家高煐（南润寿 饰）横冲直撞地学习爱情和生活的十年时光，描述自由奔放的年轻一代，他們的爱情与离别。

## 演员阵容
- 南潤壽 饰演 高煐，作家，认为爱情是人生中最重要的事。
- 李秀敬 饰演 崔美爱，高煐独一无二的死党，性格外向、自由奔放，但天生聪慧、真诚。[8]
- 吳賢慶 饰演 廉恩淑，高煐的母亲。[9]
- 权赫 饰演 金南圭，高煐的初恋男友。[10]
- 羅賢宇 饰演 盧英洙，高煐的第二任男友。[11]
- 陳浩恩 饰演 沈圭浩，高煐的第三任男友、一名调酒师。[10]
- 金元中 饰演 Habibi，高煐在交友軟體上認識的日本男人。[12]
- 鄭燦英（정찬영） 饰演 全恩秀，最常與高煐諮詢戀愛的朋友。
- 到流（도유） 饰演 朴志泰，高煐的同龄朋友，与体格健硕、肌肉发达的外表不同，是一个感情充沛、敏感的人。[13]
- 李賢昭（이현소） 饰演 韓浩旻，高煐的同龄朋友，虽然表面看起来很挑剔，但内心温暖，与高煐有着深厚的友情。[14]
- 金泰正 饰演 李俊浩，美爱的男友。

## 分集
| 集數 | 標題                                              | 導演   | 編劇   | 上線日期       | 片長   |
| ---- | ------------------------------------------------- | ------ | ------ | -------------- | ------ |
| 1    | 美愛（上） 미애 I                                 | 孫泰謙 | 朴相映 | 2024年10月21日 | 53分鐘 |
| 2    | 美愛（下） 미애 II                                | 孫泰謙 | 朴相映 | 2024年10月21日 | 51分鐘 |
| 3    | 一片石斑 宇宙的味道（上） 우럭 한 점 우주의 맛 I  | 許秦豪 | 朴相映 | 2024年10月21日 | 48分鐘 |
| 4    | 一片石斑 宇宙的味道（下） 우럭 한 점 우주의 맛 II | 許秦豪 | 朴相映 | 2024年10月21日 | 52分鐘 |
| 5    | 大都市的愛情法（上） 대도시의 사랑법 I            | 洪智暎 | 朴相映 | 2024年10月21日 | 47分鐘 |
| 6    | 大都市的愛情法（下） 대도시의 사랑법 II           | 洪智暎 | 朴相映 | 2024年10月21日 | 49分鐘 |
| 7    | 遲來的雨季假期（上） 늦은 우기의 바캉스 I         | 金世仁 | 朴相映 | 2024年10月21日 | 49分鐘 |
| 8    | 遲來的雨季假期（下） 늦은 우기의 바캉스 II        | 金世仁 | 朴相映 | 2024年10月21日 | 49分鐘 |

## 制作
2023年4月宣布确定制作该剧，原著小说作家朴相映参与编剧，根据故事情节的不同分别由許秦豪、《婚禮行不行！？》的导演洪智暎、凭借短片《夜间飞行》获得戛纳国际电影节电影基金会奖项的导演孙泰谦（손태겸）以及《公寓裡的兩個女人》的导演金世仁（김세인）执导，Merry Christmas和Bigstone Studio共同制作；同年11月，宣布南潤壽主演。剧集于2023年11月8日开始制作，2024年2月22日在泰国曼谷杀青。韩国媒体曾报道剧集制作在招商引资阶段遇到了困难，因除了《在熙》外的其他短篇涉及男性同性恋和人类免疫缺陷病毒等内容，出于对舆论和企业形象的担忧，投资商们难以做出投资决定，导致制作被推迟。

## 奖项荣誉
| 年份 | 颁奖礼           | 奖项           | 入围者 | 结果 | 参考   |
| ---- | ---------------- | -------------- | ------ | ---- | ------ |
| 2025 | 第23届导演选择奖 | 最佳新晋女演员 | 李秀敬 | 提名 | [ 19 ] |
| 2025 | 第23届导演选择奖 | 最佳新晋男演员 | 陳浩恩 | 提名 | [ 19 ] |

## 同名作品
改编自同一小说的电影由金高銀与魯尚炫主演，于2024年上映。